# Arenthon
Arenthon ist eine französische Gemeinde im Département Haute-Savoie in der Region Auvergne-Rhône-Alpes.

## Geographie
Arenthon liegt auf 439 m, nördlich von La Roche-sur-Foron, etwa 18 km südöstlich der Stadt Genf (Luftlinie). Das Dorf erstreckt sich inmitten der breiten Talebene der Arve, westlich des Höhenrückens von Faucigny.
Die Fläche des 11,47 km² großen Gemeindegebiets umfasst einen Abschnitt des unteren Arvetals. Die nordöstliche Grenze verläuft teils entlang der Arve, teils auch auf der rechten Seite des Flusses, der hier am Austritt aus den Savoyer Alpen durch ein breites Kiesbett fließt. Weite Teile des Flusslaufs sind naturnah bis natürlich mit charakteristischer Uferrandvegetation gestaltet. Von der Arve erstreckt sich das Gemeindeareal westwärts in die breite, leicht ansteigende Talebene. In der Nähe von Châtelet wird mit 481 m die höchste Erhebung von Arenthon erreicht. Im Gemeindegebiet mündet der von La Roche-sur-Foron kommende gleichnamige Fluss Foron von links in die Arve.
Zu Arenthon gehören neben dem eigentlichen Dorf auch mehrere Weilersiedlungen, darunter (von Westen nach Osten): 
- Publet (475 m)
- Chevilly (470 m)
- Lanovaz (463 m)
- Chez Dumonal (455 m)
- Fessy (437 m)
- Les Chars (441 m)

Nachbargemeinden von Arenthon sind Scientrier, Contamine-sur-Arve und Bonneville im Norden sowie Saint-Pierre-en-Faucigny, Amancy und Cornier im Süden.

## Sehenswürdigkeiten
Die Kirche Saint-Théodule ist mittelalterlichen Ursprungs. Der Chor und der Glockenturm wurden im 15. und 16. Jahrhundert errichtet, während das Kirchenschiff seine heutige Gestalt bei Umbauten im 18. Jahrhundert erhielt. Das Château de Sonnaz stammt aus dem 17. Jahrhundert.

## Bevölkerung
| Jahr                       | 1962 | 1968 | 1975 | 1982 | 1990 | 1999 | 2006 |
| Einwohner                  | 514  | 571  | 641  | 788  | 952  | 1144 | 1360 |
| Quellen: Cassini und INSEE |      |      |      |      |      |      |      |

Mit 1998 Einwohnern (1. Januar 2022) gehört Arenthon zu den kleineren Gemeinden des Département Haute-Savoie. Seit Mitte der 1970er Jahre wurde ein deutliches Bevölkerungswachstum verzeichnet. Um das Dorf und die ehemaligen Weiler wurden zahlreiche Einfamilienhäuser gebaut.

## Wirtschaft und Infrastruktur
Arenthon war bis weit ins 20. Jahrhundert hinein ein vorwiegend durch die Landwirtschaft geprägtes Dorf. Heute gibt es verschiedene Betriebe des Klein- und Mittelgewerbes. Viele Erwerbstätige sind Wegpendler, die in den größeren Ortschaften der Umgebung, vor allem aber im Raum Genf-Annemasse, ihrer Arbeit nachgehen.
Die Ortschaft liegt abseits der größeren Durchgangsstraßen an einer Departementsstraße, die von Bonneville nach Reignier-Ésery führt. Auch La Roche-sur-Foron ist leicht erreichbar. Der nächste Anschluss an die Autobahn A40, welche das Gemeindegebiet durchquert, befindet sich in einer Entfernung von rund sechs km.